# 金田優太
金田 優太（かねだ ゆうた、2005年2月12日 - ）は、埼玉県川口市出身のプロ野球選手（内野手）。右投左打。千葉ロッテマリーンズ所属。

## 経歴

### プロ入り前
川口市立芝富士小学校3年生のときに野球を始め、芝富士ゴールデンイーグルスに所属。中学まで軟式でプレーし、中学3年時に川口市の選抜チーム川口クラブに選出され、第36回全日本少年軟式野球大会にエースとして出場。また、U-15アジア野球選手権大会の日本代表に選出された。チームメイトには浅野翔吾や上加世田頼希らがいた。
その後、浦和学院高等学校に進学するが、硬式出身の選手の活躍に押され、思うような結果が残せず1年時はBチームで過ごした。2年の春からベンチ入りすると、一塁手としてレギュラーを任され、投手も兼任。夏は第103回全国高等学校野球選手権大会に出場した。2年秋の新チームになってからは遊撃手と投手を兼任。3年春の第94回選抜高等学校野球大会では、準決勝の近江高校戦で5回途中から3番手投手として登板するが、延長11回にサヨナラ本塁打を打たれてしまいベスト4で敗退したが、大会中4試合で打率.647、1本塁打、4打点と打撃で活躍を見せた。夏は、埼玉大会の決勝で聖望学園に0-1で敗れ、3度目の甲子園は逃した。高校通算28本塁打を記録。
2022年10月20日に行われたドラフト会議にて千葉ロッテマリーンズから5位指名を受けた。11月19日にさいたま市内のホテルで交渉を行い、契約金3000万円、年俸500万円（金額は推定）で契約に合意。背番号は68。担当スカウトは中川隆治。高校時代まで内野手兼投手だったが、プロでは内野手に専念する。

### ロッテ時代
2023年は、イースタン・リーグで70試合に出場し、6月までは打率1割台だったが、7月から徐々に対応して成績を挙げていき、打率.201、0本塁打、15打点という成績だった。
2024年も開幕二軍を迎え、47試合に出場し打率.268、0本塁打、11打点の成績を残していた7月24日、左TFCC損傷、左手関節尺側手根伸筋脱臼と診断され、左手関節鏡視下TFCC縫合術を行ったことを球団が発表した。

## 選手としての特徴
高校時代に投手として最速143km/hを投げた強肩を武器に、大型ながら軽快な守備を見せる。

## 詳細情報

### 背番号
- 68（2023年 - ）

### 代表歴
- 第10回 U-15アジア野球選手権大会 日本代表